# Tecuamburro
De Tecuamburro is een stratovulkaan in het departement Santa Rosa in Guatemala. De berg ligt ongeveer 50 kilometer ten zuidoosten van de stad Guatemala-Stad en is ongeveer 1845 meter hoog.
De Tecuamburro is een andesieten stratovulkaan is een welke ongeveer 38.000 jaar geleden gevormd werd in een hoefijzervormige caldera door het structureel falen in een tweede, 100.000 jaar oude stratovulkaan, bekend als de Miraflores. Op de top van de Tecuamburro bevindt zich een zuur kratermeer met daar omheen vele warmwaterbronnen, fumarolen en borrelende modderpoelen.
De vulkaan is voor het laatst uitgebarsten rond 960 v.Chr. (± 75 jaar).